# Kasteel Hooleyck

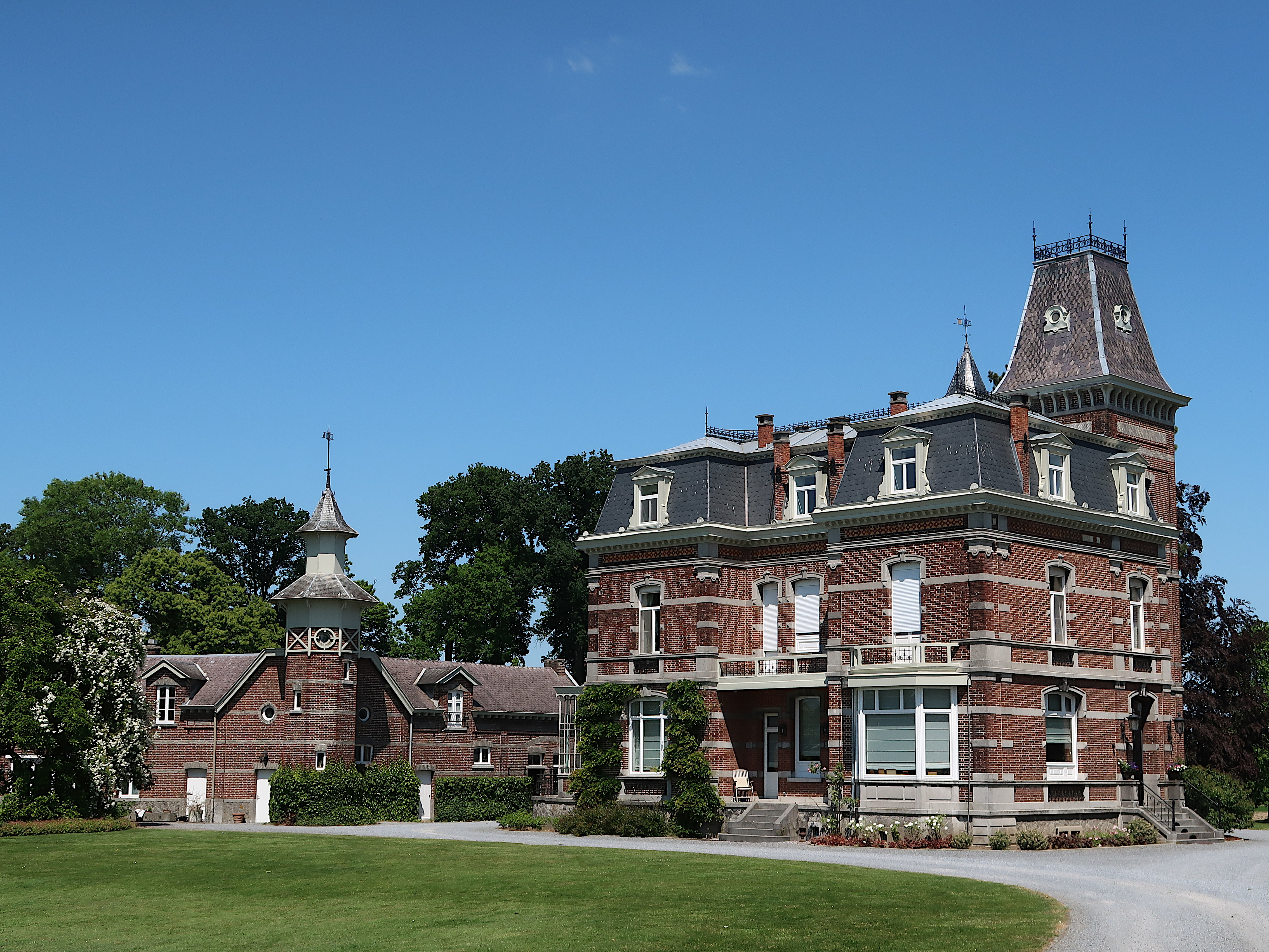
Kasteel Hooleyck

Kasteel Hooleyck is een kasteel in de tot de Vlaams-Brabantse gemeente Landen behorende plaats Rumsdorp, gelegen aan de Rumsdorpstraat 60.
Dit kasteel werd gebouwd in 1884-1888 door vrederechter Ferdinand Isidore Kempeneers. Het is een landhuis in eclectische stijl met allerlei versierende elementen, vorstkammen en een vierkant torentje. De naastgelegen dienstgebouwen hebben een merkwaardig achthoekig torentje met een bedekking in Chinese stijl. Het huis wordt omringd door een domein van meer dan 2 ha, waarin zich een ijskelder bevindt.